# Ерик Сорга
Ерик Сорга (на естонски: Erik Sorga) е естонски футболист, който играе на поста централен нападател. Състезател на Сумгаит.

## Кариера
Сорга се е състезавал за Флора Талин в родината си, американския Ди Си Юнайтед и нидерландския ВВВ Венло, а за последно е играл за шведския ИФК Гьотеборг.
На 1 януари 2023 г. Ерик става част от пловдивския Локомотив. Дебютира на 12 февруари при равенството 0:0 като домакин на Ботев (Враца).

## Национална кариера
На 8 юни 2019 г. естонецът дебютира в официален мач за националния отбор на Естония, при загубата с 1:2 като домакин на националния отбор на Северна Ирландия, в среща от квалификациите за Европейското първенство по футбол през 2020 г.

## Успехи
Флора Талин
- Мейстрилийга (2): 2017, 2019

### Индивидуални
- Голмайстор на Мейстрилийга – (1): 2019